# Han Szujon
Han Szujon (hangul: 한수연, RR: Han Soo-yeon; 1983. április 24. –) dél-koreai színésznő, leginkább a Pure Love című sorozatból ismert.

## Élete és pályafutása
Han Szujon (Han Soo-yeon) Dél-Koreában született, 1990-ben családjával Budapestre költözött, mert édesanyja a Liszt Ferenc Zeneművészeti Egyetemen akart klasszikus éneklést tanulni. Han Budapesten kezdte az általános iskolát.
1998-ban költöztek vissza Dél-Koreába, ahol később Han a Szonggjungvan Egyetemen tanult színészetet. Szerepelt számos reklámfilmben, mozifilmben és televíziós sorozatban. Első főszerepét az Our Fantastic 21st Century (너와 나의 21세기, Nova nai 21 szegi (Neowa naui 21 segi)) című független filmben kapta. Hazájában leginkább a Pure Love (일말의 순정, Ilmali szundzsong (Ilmal-ui sunjeong)) című napi koreai sorozatból ismert.
2014 februárjában a színésznő négyrészes dokumentumfilmet forgatott az EBS csatorna számára Magyarországról, melyre a felkérést magyar nyelvtudása miatt kapta meg.

## Filmográfia

### Filmek
- Real Culprit (2019)
- The King (2017)
- The Strangers (2012) – Jonhi (Yeon-Hee)
- Officer of the Year (2011) – Hjonszuk (Hyun-Sook)
- Hanji (2011) – Tajong (Da-Young)
- Loveholic (2010) – Kjongnin (Kyeong-Rin)
- Our Fantastic 21st Century (2009) – Szujong (Soo-Young)
- Modern Boy (2008) – Modern girl
- Do Re Mi Fa So La Ti Do (2008) – Tonghi (Dong-Hee)
- Drawing Paper (2008)
- The World of Silence (2006) – Csong Judzsin (Jung Yoo-Jin)

### Televíziós szereplések
- Pandora: Beneath the Paradise (2023, tvN) – Hong Jura (Hong Yu-ra)
- Brain Works (2023, KBS2) – Csong Injong (Jung In-young), cameo
- Kill Heel (2022, tvN) – Ham Sine (Ham Shin-ae)
- Cheat on Me If You Can (2020, KBS2) – Pak Hjegjong (Park Hye-gyeong)
- Flower of Evil (tvN, 2020) – Csong Miszuk (Jung Mi-sook)
- Your Honor (SBS, 2018) – Pang Udzsong ( Bang Woo-jeong)
- Love in the Moonlight (KBS2, 2016) – Kim királynő
- The Vampire Detective (OCN, 2016) – Jondzsu (Yeon Joo )
- Hi! School – Love On (KBS2, 2014) – Cshö Szodzsin (Choi So-Jin)
- World Theme Journey (EBS, 2014) – műsorvezető/narrátor
- Pure Love (KBS2, 2013) – Ha Szojon (Ha So-Yeon)